# Liste von Persönlichkeiten der Stadt Dnipro
Die folgende Liste enthält Personen, die in Dnipro geboren wurden sowie solche, die zeitweise dort gelebt und gewirkt haben, jeweils chronologisch aufgelistet nach dem Geburtsjahr. Die Liste erhebt keinen Anspruch auf Vollständigkeit.

## In Dnipro geborene Persönlichkeiten

### Bis 1900
- Ludwig Choris (1795–1828), deutsch-russischer Maler, Zeichner und Forschungsreisender
- Rostislaw Andrejewitsch Fadejew (1824–1884), General der russischen Armee und Militärschriftsteller
- Helena Petrovna Blavatsky (1831–1891), Okkultistin und Schriftstellerin
- Wera Petrowna Schelichowskaja (1835–1896), Schriftstellerin und Theosophin
- Jakow Dmitrijewitsch Malama (1841–1913), General
- Alexandra Kalmykowa (1850–1926), Pädagogin und Hochschullehrerin
- Isaak Grigorjewitsch Orschanski (1851–1923), Psychiater und Hochschullehrer
- Fjodor Kirillowitsch Drischenko (1858–1922), Hydrograph
- Wladimir Alexandrowitsch Beklemischew (1861–1919), Bildhauer und Hochschullehrer
- Louis Friedsell (1863–1923), Dirigent und Komponist
- Pjotr Lwowitsch Bark (1869–1937), letzter zaristischer Finanzminister
- Ljudmila Nikolajewna Stal (1872–1939), Redakteurin und russische Revolutionärin
- Alexander Andrejewitsch Swetschin (1878–1938), Offizier
- Samuel Granowsky (1882–1942), Maler
- Leah Rachel Yoffie (1883–1956), russisch-amerikanische Autorin, Volkskundlerin und Hochschullehrerin
- Samuel Belov (1884–1954), US-amerikanischer Geiger, Bratschist und Musikpädagoge
- Nadeschda Gajewskaja (1884–1969), russische bzw. sowjetische Hydrobiologin, Protozoologin und Hochschullehrerin
- Mykola Stasjuk (1885–1943), ukrainischer Politiker
- Pawel Karpowitsch Bessalko (1887–1920), russischer Schriftsteller und Revolutionär
- William Meyerowitz (1887–1981), amerikanischer Künstler
- Alexei Denissowitsch Diki (1889–1955), sowjetischer Schauspieler, Theaterdirektor und Regisseur
- Moses Schönfinkel (1889–1942), ukrainisch-sowjetischer Logiker
- Wladimir Michailowitsch Korezki (1890–1984), russisch-ukrainischer Jurist
- Grigori Issaakowitsch Tschudnowski (1890–1918), russischer Revolutionär
- Emanuel Bader (1891–1938), deutsch-russischer Geistlicher und Märtyrer
- Alexander Iwanowitsch Gegello (1891–1965), Architekt des Konstruktivismus und Hochschullehrer
- Gregori Garbovitsky (1892–1954), kanadischer Geiger, Dirigent und Musikpädagoge
- Wladimir Strijewski (1892–1977), russischer Filmregisseur, Drehbuchautor und Schauspieler
- Grigori Naumowitsch Kaminski (1894–1938), sowjetischer Politiker
- Beatrissa Sandomirskaja (1894–1974), russisch-sowjetische Bildhauerin
- Oleksandr Brodskyj (1895–1969), russischer Chemiker und Physiker
- Emmanuil Saweljewitsch Geller (1898–1990), sowjetischer Schauspieler und Synchronsprecher
- Jelena Ferrari (1899–1938), russische bzw. sowjetische Agentin und Dichterin
- Elisabeth Pinajeff (1900–1995), russische Schauspielerin

### 1901 bis 1920
- Hryhorij Epik (1901–1937), ukrainischer Schriftsteller
- Fanny Rosenfeld (1903/04/05–1969), kanadische Leichtathletin
- Boris Woronzow-Weljaminow (1904–1994), sowjetischer Astronom und Astrophysiker
- Leo Arnstam (1905–1979), sowjetischer Filmregisseur und Autor
- Wiktor Krawtschenko (1905–1966), sowjetischer Ingenieur und späterer Handelsdiplomat
- Tatjana Lukaschewitsch (1905–1972), sowjetische Filmregisseurin und Drehbuchautorin
- Leonid Nemenow (1905–1980), russisch-sowjetischer Kernphysiker
- Pjotr Schirschow (1905–1953), Politiker und Wissenschaftler
- Alexander Fainzimmer (1906–1982), Filmregisseur
- Leonid Rudenko (1906–2002), sowjetischer Bürgermeister, Handelsvertreter und Generalleutnant der Luftstreitkräfte der Sowjetunion
- César Tiempo (1906–1980), argentinischer Journalist, Schauspieler und Schriftsteller
- Walentin Kargin (1907–1969), sowjetischer Chemiker und Hochschullehrer
- Michail Schapiro (1908–1971), sowjetischer Filmregisseur
- Jewgeni Wutschetitsch (1908–1974), sowjetischer Bildhauer und Künstler
- Boris Gontscharow (1909–1945), Kunstmaler
- Wassili Margelow (1909–1990), Armeegeneral der sowjetischen Luftlandetruppen
- Jewhen Beresnjak (1914–2013), sowjetisch-ukrainischer Agent und Generalmajor
- Oleksij Watschenko (1914–1984), ukrainisch-sowjetischer Politiker, Vorsitzender des Obersten Sowjets der USSR
- Edward Ginzton (1915–1998), russisch-US-amerikanischer Physiker
- Alissa Snamenskaja (1915–1995), sowjetische Luftfahrtingenieurin
- Marija Rudnizkaja (1916–1983), sowjetische Malerin und Hochschullehrerin
- Pawel Bondarenko (1917–1992), sowjetisch-russischer Bildhauer und Hochschullehrer
- Wiktor Malzew (1917–2003), sowjetischer Diplomat und Funktionär der Kommunistischen Partei der Sowjetunion (KPdSU)
- Alexander Galitsch (1918–1977), sowjetischer Lyriker, Dramatiker und Schauspieler
- Oles Hontschar (1918–1995), ukrainisch-sowjetischer Schriftsteller, Literaturkritiker und sozialer Aktivist
- Iwan Kasanez (1918–2013), ukrainisch-sowjetischer Politiker, Vorsitzender des Ministerrates (Regierungschef) der USSR
- Larissa Robiné (1918–2004), deutsche Übersetzerin
- Issaak Chalatnikow (1919–2021), sowjetischer theoretischer Physiker

### 1921 bis 1960
- Antonina Markowa (1922–1996), sowjetische Schauspielerin und Synchronsprecherin
- Boris Sagal (1923–1981), US-amerikanischer Regisseur
- Wiktor Tschebrikow (1923–1999), sowjetischer Politiker
- Leonid Kogan (1924–1982), sowjetischer Violinvirtuose
- Alexander Matrossow (1924–1943), Symbolfigur der Roten Armee und Held der Sowjetunion
- Wadim Sidur (1924–1986), russischer Bildhauer
- Walentin Galotschkin (1928–2006), ukrainisch-russischer Bildhauer
- Galina Matwijewskaja (1930–2025), sowjetisch-russische Mathematikhistorikerin, Orientalistin und Hochschullehrerin
- Ilja Kabakow (1933–2023), Maler und Konzeptkünstler
- Wiktor Tschepischny (* 1934), russischer Schachkomponist
- Eduard Browko (1936–1998), sowjetischer Gewichtheber
- Nina Fotijewa (1936–2018), sowjetische bzw. russische Geomechanikerin und Hochschullehrerin
- Leonid Derkatsch (1939–2022), Politiker, General und Geheimdienstchef
- Emilia Kabakow (* 1945), US-amerikanische Künstlerin
- Lidija Alfejewa (1946–2022), Weitspringerin
- Konstantin Lopuschanski (* 1947), sowjetischer Regisseur
- Victor Dvoskin (* 1948), US-amerikanischer Jazz-Bassist, Komponist und Hochschullehrer
- Leonid Levin (* 1948), US-amerikanischer Informatiker
- Igor Morosow (* 1948), russisch-ukrainischer Bariton
- Ljudmila Kasanzewa (* 1952), sowjetische bzw. russische Musikwissenschaftlerin und Hochschullehrerin
- Sergei V. Pereverzyev (* 1955), Mathematiker und Hochschullehrer
- Ihor Schtscherbakow (* 1955), Pianist, Komponist und Hochschullehrer
- Wladimir Tarnopolski (* 1955), russischer Komponist
- Wiktor Omeljanowytsch (* 1958), Ruderer
- Anatolij Demjanenko (* 1959), Fußballspieler und -trainer
- Jewhen Tscherwonenko (* 1959), Politiker
- Julija Tymoschenko (* 1960), Ministerpräsidentin der Ukraine von Januar bis September 2005 und von Dezember 2007 bis März 2010

### 1961 bis 1970
- Oleksandr Moros (1961–2009), Schachspieler, -funktionär, -schiedsrichter und -trainer
- Olena Puchajewa (* 1961), Ruderin
- Wolodymyr Ljutyj (* 1962), ukrainisch-sowjetischer Fußballspieler und -trainer
- Eugen Tripolsky (* 1962), deutscher Schachschiedsrichter und -spieler
- Serhij Hajduk (* 1963), Marineoffizier im Range eines Vizeadmirals
- Ihor Kolomojskyj (* 1963), Mäzen und Mitinhaber der PrivatBank und Mitglied der Privat-Gruppe
- Alexander Golowko (* 1964), russischer General
- Walerija Hontarewa (* 1964), Ökonomin und Präsidentin der Nationalbank der Ukraine
- Oleh Protassow (* 1964), Fußballspieler und -trainer
- Oleksandr Turtschynow (* 1964), Politiker
- Inna Frolowa (* 1965), Ruderin
- Wiktorija Jewtuschenko (* 1965), Badmintonspielerin
- Inessa Krawez (* 1966), Leichtathletin
- Diana Sandler (* 1969), Gründerin und Vorsitzende der Jüdischen Gemeinde im Landkreis Barnim
- Oleh Twerdochleb (1969–1995), Leichtathlet
- Hennadij Korban (* 1970), Geschäftsmann und Politiker
- Olena Ronschyna (* 1970), Ruderin
- Nikolai Sujew (* 1970), sowjetischer und russischer Badmintonspieler
- Hanna Turtschynowa (* 1970), Lehrerin und die Ehefrau von Oleksandr Turtschynow
- Oleh Zarjow (* 1970), Politiker und Separatist

### 1971 bis 1980
- Ihor Matwijenko (* 1971), Segler
- Andrij Polunin (* 1971), Fußballspieler
- Anschelina Schwatschka (* 1971), Opernsängerin
- Jewhen Braslawez (* 1972), Segler
- Borys Filatow (* 1972), Jurist, Journalist, Unternehmer, Millionär und Politiker (UKROP)
- Wolodymyr Muntjan (* ≈1972), Sektengründer
- Olena Rurak (* 1972), Sprinterin
- Wladyslaw Druschtschenko (* 1973), Badmintonspieler
- Oleh Lykow (* 1973), Ruderer
- Mychajlo Sabrodskyj (* 1973), Generalmajor der ukrainischen Streitkräfte
- Hennadij Horbenko (1975–2025), Hürdenläufer
- Serhij Lebid (* 1975), Langstreckenläufer
- Olena Nosdran (* 1975), Badmintonspielerin
- Nataliya Tkachenko (* 1975), ukrainisch-deutsche Pianistin, Klavierpädagogin und Musikwissenschaftlerin
- Walentyn Hrekow (* 1976), Judoka
- Oksana Bajul (* 1977), Eiskunstläuferin
- Oleksij Lukaschewytsch (* 1977), Weitspringer
- Serhij Perchun (1977–2001), Fußballtorhüter
- Yevgeniya Safronova (* 1977), international tätige Künstlerin
- Maksym Kawun (* 1978), Historiker, Heimatforscher, Publizist und Kulturologe
- Tetjana Rytschkowa (* 1978), Militärangehörige und Politikerin
- Andrij Portnow (* 1979), Historiker und Publizist
- Tetjana Donez (* 1980), Politikerin
- Alik Gershon (* 1980), israelischer Schachspieler
- Alina Gromova (* 1980), deutsche wissenschaftliche Publizistin und Kuratorin
- Bohdan Nikischyn (* 1980), Degenfechter
- Vitaliy Zolotov (* 1980), Jazzgitarrist

### 1981 bis 1990
- Lada Nakonetschna (* 1981), Bildhauerin, Malerin und Performance-Künstlerin
- Iwan Babaryka (* 1982), Marathonläufer und Olympionike
- Anastassija Karlowytsch (* 1982), Schachspielerin und Journalistin
- Igor Olshansky (* 1982), US-amerikanischer American-Football-Spieler
- Wiktorija Rybalko (* 1982), Weitspringerin
- Oleh Platow (* 1983), Boxer
- Julija Nikolić (1983–2021), nordmazedonische Handballspielerin
- Jurij Schljachow (1983–2019), Wasserspringer
- Larisa Griga (* 1984), Badmintonspielerin
- Julija Nikolajewna Obertas (* 1984), Eiskunstläuferin
- Dmytro Dubilet (* 1985), Minister des Ministerkabinetts der Ukraine
- Oleksandr Pjatnyzja (* 1985), Speerwerfer
- Inna Ryschych (* 1985), Triathletin
- Kyrylo Fessenko (* 1986), Basketballspieler
- Lana Lux (* 1986), deutschsprachige Schriftstellerin, Illustratorin und Schauspielerin
- Tatjana Wolossoschar (* 1986), russische Paarläuferin
- Marharyta Doroschon (* 1987), israelische Speerwerferin
- Olessja Powch (* 1987), Sprinterin
- Kateryna Tarassenko (* 1987), Ruderin
- Jehor Markelow (* 1988), E-Sportler
- Roman Neustädter (* 1988), deutscher und russischer Fußballspieler
- Iwan Serhejew (* 1988), Tennisspieler
- Hanna Ryschykowa (* 1989), Hürdenläuferin
- Kyrylo Tymoschenko (* 1989), Politiker
- Wladyslaw Wolyk (* 1989), Billardspieler

### Ab 1991
- Mykyta Nesterenko (* 1991), Diskuswerfer
- Artem Schamatryn (* 1991), Hürdenläufer
- Marija Ulitina (* 1991), Badmintonspielerin
- Ljudmyla Kitschenok (* 1992), Tennisspielerin
- Nadija Kitschenok (* 1992), Tennisspielerin
- Anastassija Lebid (* 1993), Leichtathletin
- Danylo Skrypez (* 1994), Eishockeyspieler
- Alina Mychajlowa (* 1994), Sanitäterin und Politikerin
- Jewhenija Kasbekowa (* 1996), Sportkletterin
- Anton Plesnoi (* 1996), georgischer Gewichtheber ukrainischer Abstammung
- Ilja Stefanowitsch (* 1996), russischer Fußballspieler
- Artem Dolgopyat (* 1997), israelischer Kunstturner
- Oleksandr Schmundjak (* 1998), Badmintonspieler
- Oleksandr Nasarenko (* 2000), Fußballspieler
- Mychajlo Kochan (* 2001), Hammerwerfer
- Jaroslawa Mahutschich (* 2001), Hochspringerin
- Danyjil Tracht (* 2003), Eishockeyspieler

## Personen mit Bezug zu Dnipro
- Alexander Sergejewitsch Puschkin (1799–1837), wurde wegen seiner politischen Ansichten nach Jekaterinoslaw verbannt.
- Oleksandr Pol (1832–1890), ukrainisch-russischer Geologe, Ethnograph, Archäologe und Geschäftsmann, Erster Ehrenbürger der Stadt.
- Iwan Manschura (1851–1893); Ethnograph, Folklorist und Dichter, wirkte und starb in Dnipro
- Iwan Wassiljewitsch Babuschkin (1873–1906), wurde aufgrund seiner politischen Ansichten ins damalige Jekaterinoslaw verbannt.
- Mykola Leontowytsch (1877–1921), Komponist/Chorleiter, arbeitete hier als Lehrer.
- Jossyp Bokschaj (1891–1975), Maler, wurde als Kriegsgefangener beim Eisenbahnbau in Dnipropetrowsk eingesetzt.
- Leonid Iljitsch Breschnew (1906–1982), war von 1964 bis 1982 Parteichef der KPdSU und er war vierfacher Held der Sowjetunion. War Parteisekretär im Gebietskomitee (d. h. Obkomsekretär in der Oblast) von Dnipropetrowsk.
- Bruno Bergner (1923–1995), Gebrauchsgraphiker, Zeichner und Maler, er wurde als Kriegsgefangener nach Dnipropetrowsk gebracht und blieb dort 4 Jahre.
- Wladimir Gelfand (1923–1983), war ein Offizier der Roten Armee im Zweiten Weltkrieg und arbeitete nach dem Krieg bis zu seinem Tod als Berufsschullehrer.
- Pawlo Sahrebelnyj (1924–2009), Schriftsteller, von 1946 bis 1951 studierte er an der Philologischen Fakultät der Universität in Dnipropetrowsk und war zunächst bei der Regionalzeitung in Dnipropetrowsk tätig.
- Witold Fokin (1932–2025), Ministerpräsident der Ukraine, er studierte am Institut für Bergbau in Dnipropetrowsk.
- Friedrich Naumowitsch Gorenstein (1932–2002), studierte am Institut für Bergbau in Dnipropetrowsk.
- Oleksandr Wajsman (1938–2019), Schachspieler, war Europameister im Fernschach und gewann 1975 die ukrainische Schachmeisterschaft in Dnipropetrowsk.
- Mark Aizikovitch (1946–2013), Klezmersänger und Schauspieler, arbeitete am Theater in Dnipropetrowsk.
- Hennadij Boholjubow (* 1962), absolvierte ein Studium zum Bauingenieur und ist Mitgründer der PrivatBank.
- Thorsten Krings (* 1968), deutscher Hochschullehrer, der an der Universität für Zoll und Finanzen lehrt.